# Biasca
Biasca (italienskt uttal: ['bjaʃka] ( lyssna), tidigare: Abiasca, äldre tyskt namn: Abläsch) är en ort och kommun  i distriktet Riviera i kantonen Ticino i Schweiz. Kommunen har 6 136 invånare (2023).